# Chauray
Chauray is een gemeente in het Franse departement Deux-Sèvres (regio Nouvelle-Aquitaine). De plaats maakt deel uit van het arrondissement Niort. Chauray telde op 1 januari 2022 7.173 inwoners.
Het voormalige landbouwdorp is verstedelijkt door de nabijheid van de groeipool Niort en de autosnelwegen A10 en A83. Het centrum van Chauray bestaat voor het merendeel uit vrijstaande woningen en gebouwen. Zowel de katholieke kerk Saint-Pierre (12e eeuw) als de protestantse kerk (1854, omgevormd na een restauratie in 1990 tot cultureel centrum) van Chauray zijn beschermd als monument.

## Geschiedenis
De plaats werd voor het eerst vermeld in 904. Het territorium van de huidige gemeente was verdeeld over verschillende heerlijkheden. In de 16e eeuw kende de reformatie veel aanhangers in de streek; een van hen was Jacques Chalmot, heer van Les Deffends wiens wapenschild later werd aangenomen als gemeentewapen. Begin 19e eeuw was twee derde van de inwoners van de gemeente protestants. In de 16e en 17e eeuw werden grote landbouwdomeinen gevormd; de kleine boeren, zwaar in de schulden, werden gedwongen hun boerderijen te verkopen en moesten als pachters verder de gronden bewerken.
In 1971 vestigden zich twee grote bedrijven in de gemeente: (MAAF, een coöperatieve verzekeringsmaatschappij, en de coöperatieve CAMIF). Voor de groeiende bevolking werden nieuwe wijken opgetrokken.

## Geografie
De oppervlakte van Chauray bedroeg op 1 januari 2022 14,5 vierkante kilometer; de bevolkingsdichtheid was toen 494,7 inwoners per km². De Sèvre Niortaise stroomt ten noorden van de gemeente.
De onderstaande kaart toont de ligging van Chauray met de belangrijkste infrastructuur en aangrenzende gemeenten.

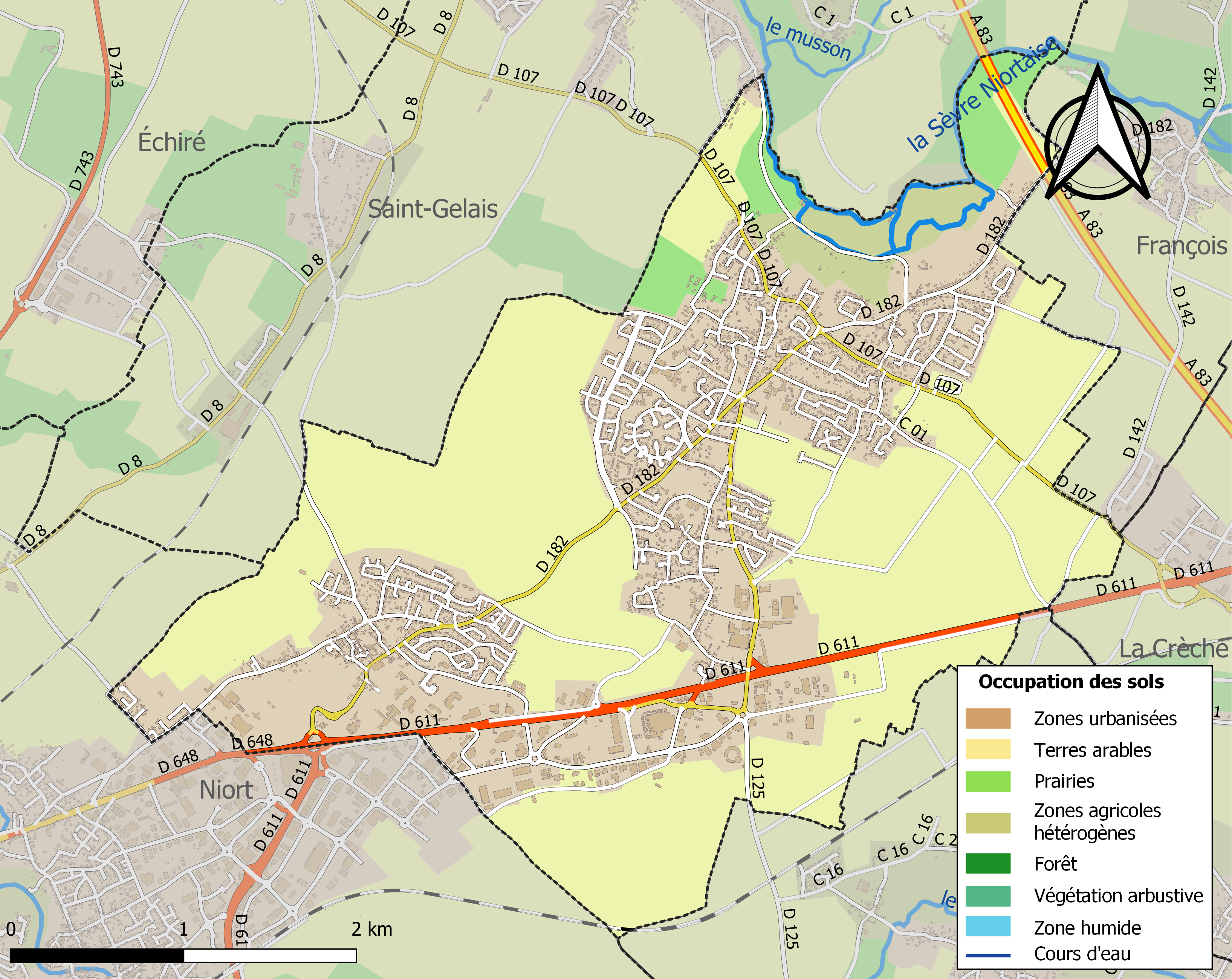

## Demografie
Onderstaande figuur toont het verloop van het inwonertal (bron: INSEE-tellingen).